# Hydrangea chungii
Hydrangea chungii es una especie de arbusto perteneciente a la familia Hydrangeaceae. Es originaria de China. 

## Descripción
Son pequeños arbustos que alcanzan los 0.3-0.7 m de altura. Las ramillas se propagan densamente, son cilíndricas, translúcida alrededor de las vellosidades glabrescentes cuando joven, la corteza pálida, se desprende fácilmente. Tiene un grueso peciolo de 1-4 cm de longitud; la lámina foliar es elíptica a oblongo- elíptica, de 12-20 × 4.5-8.5 cm, membranosa, ambas superficies densamente vellosas, con venas secundarias 8-10 en ambos lados de la vena media. Las inflorescencias se producen en cimas corimbosas, de 11-15 cm de ancho, densamente vellosas o menos. El fruto es una cápsula subglobosa de 2.5-3 mm de diámetro. Las semillas de color marrón,  obovoides elipsoide.

## Distribución y hábitat
Se encuentra en los densos bosques o matorrales en las laderas de montaña, a una altitud de 200-800 metros en el noroeste de Fujian en China.

## Taxonomía
Hydrangea chungii fue descrita por Alfred Rehder y publicado en Journal of the Arnold Arboretum 12(1): 69–70. 1931.
Etimología
Hydrangea: nombre genérico que deriva de las palabras griegas:  (ὕδωρ hydra) que significa "agua" y  ἄγγος (gea) que significa "florero"  o "vasos de agua" en referencia a la característica forma de sus cápsulas en forma de copa.
chungii: epíteto
Sinonimia
- Hydrangea macrophylla subsp. chungii (Rehder) E.M.McClint.[1]